# Jochen Kühner
Jochen Kuehner est un rameur allemand, né le 15 octobre 1980.

## Palmarès

### Championnats du monde d'aviron
- 2007 à Munich,  Allemagne
  -  Médaille d'argent deux de pointe poids légers
- 2009 à Poznań,  Pologne
  -  Médaille d'or quatre de pointe poids légers
- 2010 à Hamilton,  Nouvelle-Zélande
  -  Médaille d'or huit barré poids légers
- 2012 à Plovdiv,  Bulgarie
  -  Médaille d'or huit barré poids légers

### Championnats d'Europe d'aviron
- 2009 à Brest,  Biélorussie
  -  Médaille d'argent en quatre de pointe poids légers
- 2010 à Montemor-o-Velho,  Portugal
  -  Médaille d'or en quatre de pointe poids légers